# Gyrophaena angustata
Gyrophaena angustata är en skalbaggsart som först beskrevs av Stephens 1832.  Gyrophaena angustata ingår i släktet Gyrophaena, och familjen kortvingar. Arten är reproducerande i Sverige.